# Képes Világkrónika
Képes Világkrónika – Temesvárt 1922. január 15-én indult „kulturális, szépirodalmi és művészeti folyóirat”, amelynek mindössze az 1. száma ismeretes.

## Leírása
A nagyobb részben képekből álló 32 oldalas lap három nyelven közölt hirdetéseivel gazdasági téren is összekötő kapocs kívánt lenni Románia, Jugoszlávia, Csehszlovákia és az ausztriai magyar emigráció között. A névtelenségbe burkolózott szerkesztő ismertebb munkatársai: Bródy Miklós, Fáskerti Tibor, Hatvany Lili és Lakatos Imre. Háromnyelvű (magyar–román–német) kísérőszöveggel ellátott képanyagából a temesvári vonatkozású fényképfelvételeknek ma már kortörténeti értékük van.